# Trachyxiphium hypnaceum
Trachyxiphium hypnaceum är en bladmossart som beskrevs av William Russell Buck 1987. Trachyxiphium hypnaceum ingår i släktet Trachyxiphium och familjen Hookeriaceae. Inga underarter finns listade i Catalogue of Life.